# Suzy-Hang-Around
"Suzy-Hang-Around" foi uma canção gravada pelo grupo pop sueco ABBA lançada no álbum Waterloo em 1974. A música foi escrita originalmente por Benny Andersson, Björn Ulvaeus, sendo Benny, o vocalista principal.
As gravações de "Suzy-Hang-Around" começaram em 16 de outubro de 1973, e foi chamada primeiramente de "Where The Sunshine Is".
Em 22 de abril de 2006, a canção foi interpretada no International ABBA Day pelo Ella Rouge, tendo como vocalista principal, Ludvig Andersson.